# Elezioni politiche a San Marino del 1918
Le elezioni politiche a San Marino del 1918 (V legislatura) si svolsero il 9 giugno. Qualcuno dice che furono sospese e fu formato un governo di unità nazionale, ma qui  non risulta.

## Sistema elettorale
Sono elettori i cittadini sammarinesi maschi capifamiglia maggiori di 24 anni originari e naturalizzati o i loro delegati ed i Dottori, che si ritengono emancipati di diritto.

## Le liste
Alle elezioni non fu presentata alcuna lista. Erano presenti solo candidati, indipendenti o iscritti al Partito Socialista Sammarinese o all'Unione Democratica Sammarinese.

## Risultati
| Liste        | Voti  | %      | Seggi |
| ------------ | ----- | ------ | ----- |
| Indipendenti | 1 672 | 100,00 | 20    |
| Totale       | 1 672 | 100    | 20    |